# Noocrazia
La noocrazia, dal greco nous "saggio" e kratos "governo" ("governo dei saggi"), è una forma di governo in cui il processo decisionale è attuato da persone ritenute "sagge". L'idea è stata proposta da vari filosofi come Platone, Gautama Buddha e Confucio.

## Etimologia
Noocrazia deriva dal greco nous, "mente" o "intelletto", e "kratos" (κράτος), "autorità" o "potere".

## Sviluppo
Uno dei primi tentativi di attuare un tale sistema politico fu forse il filosofo Pitagora (VI-V secolo a.C.) con la sua "città dei saggi" che progettò di costruire in Italia insieme ai suoi seguaci della scuola pitagorica
Anche il filosofo ateniese Platone descrive nelle Leggi una città che può essere ricondotta ad un tentativo di noocrazia.

## Le ragioni della noocrazia

### Irrazionalità degli elettori
I sostenitori della teoria noocratica sono convinti che gli elettori nelle democrazie moderne siano in gran parte ignoranti, disinformati e irrazionali.
A partire da questo principio, il meccanismo "una persona un voto" proposto dalla democrazia non può dunque essere utilizzato per produrre risultati politici efficienti, per i quali sarebbe più appropriato il trasferimento del potere a un gruppo più piccolo, informato e razionale.
L'irrazionalità degli elettori insita nelle democrazie può essere legata a due motivi principali:
- La maggior parte degli elettori pensa che il contributo marginale del proprio voto non possa fare la differenza sui risultati elettorali e non trova dunque utile informarsi su questioni politiche.[2]

- La maggior parte dei cittadini tende ad elaborare faziosamente le informazioni politiche, piuttosto che in modi spassionati e razionali.[2] Questo fa sì che gli elettori si identifichino fortemente con un determinato gruppo politico, trovino specificamente prove a sostegno di argomentazioni in linea con le loro inclinazioni ideologiche e alla fine votino con un alto livello di parzialità.

### La suscettibilità della democrazia alle cattive politiche
I noocratici sostengono che i comportamenti politici irrazionali degli elettori impediscono loro di fare scelte calcolate e di optare per le giuste proposte politiche. Come molti esperimenti politici hanno dimostrato, man mano che gli elettori diventano più informati, tendono a sostenere politiche migliori, dimostrando che l'acquisizione di informazioni ha un impatto diretto sul voto razionale.
Inoltre, i sostenitori della noocrazia vedono un pericolo maggiore nel fatto che i politici preferiscano attuare le decisioni politiche dei cittadini semplicemente per vincere le elezioni e stabilizzare il loro potere, senza prestare particolare attenzione agli sviluppi futuri, positivi o negativi, di tali politiche.
I noocrati sostengono dunque che abbia senso limitare il potere di voto dei cittadini al fine di prevenire esiti politici negativi.

### Uso di competenze per risultati efficienti
Secondo i noocrati, data la natura complessa delle decisioni politiche, non è ragionevole presumere che un cittadino abbia le conoscenze necessarie per decidere i mezzi per raggiungere i propri obiettivi politici.
In generale, le azioni politiche richiedono molte conoscenze scientifiche sociali provenienti da vari campi, come l'economia, la sociologia, le relazioni internazionali e le politiche pubbliche; tuttavia, un elettore ordinario non è abbastanza specializzato in nessuno di questi campi per prendere la decisione migliore.
Per i noocrati, il trasferimento del meccanismo decisionale a un ristretto gruppo di persone esperte dovrebbe quindi portare a politiche migliori ed efficienti.

## Critiche
Le nocrazie, come le tecnocrazie, sono state criticate per fallimenti meritocratici e per il loro carattere, in qualche modo, antidemocratico.
Proprio sotto questo punto di vista numerosi pensatori hanno infatti sostenuto ideali più democratici come migliori modelli di diritto e politica. Le critiche a questa forma di governo si presentano in molteplici forme e molti sono anche i dubbi legati alla sua effettiva efficacia e fattibilità.